# Glasögtjärnarna, Dalarna
Glasögtjärnarna är en sjö i Leksands kommun i Dalarna och ingår i Dalälvens huvudavrinningsområde.